# Ferdinandea croesus
Ferdinandea croesus är en tvåvingeart som först beskrevs av Osten Sacken 1877.  Ferdinandea croesus ingår i släktet guldblomflugor, och familjen blomflugor. Inga underarter finns listade i Catalogue of Life.

## Bildgalleri

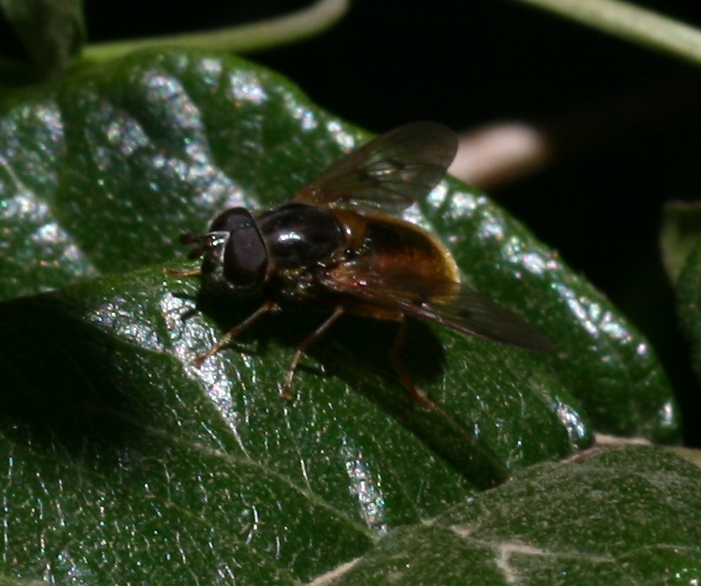